# Guadalupe Nundaca
Guadalupe Nundaca är en ort i Mexiko.   Den ligger i kommunen San Sebastián Tecomaxtlahuaca och delstaten Oaxaca, i den sydöstra delen av landet, 260 km söder om huvudstaden Mexico City. Guadalupe Nundaca ligger 2 277 meter över havet och antalet invånare är 449.
Terrängen runt Guadalupe Nundaca är kuperad åt nordost, men åt sydväst är den bergig. Runt Guadalupe Nundaca är det ganska glesbefolkat, med 43 invånare per kvadratkilometer. Närmaste större samhälle är Santiago Juxtlahuaca, 13,6 km öster om Guadalupe Nundaca. I omgivningarna runt Guadalupe Nundaca växer huvudsakligen savannskog.